# Statement
Een statement in een imperatieve programmeertaal is een enkele, uitvoerbare instructie.
Een imperatieve programmeertaal is een taal die het berekeningsmodel van de turingmachine volgt. Een statement is, volgens deze analogie, een element van de transitiefunctie. In programmeertalen met een hoger abstractieniveau is het statement, hetgeen gezien wordt als de eenheid van instructie, de kleinste hoeveelheid werk die als een eenheid onderscheiden kan worden binnen het gehele programma.
Dat laatste wil overigens niet zeggen dat een statement qua hoeveelheid voorgesteld werk klein hoeft te zijn -- er zijn talen waarbij een matrixvermenigvuldiging een enkel statement is.
Ook is een statement niet noodzakelijk atomair binnen een gedistribueerd programma, hoewel het wel een eenheid is. Een speciale vorm van statement die wel atomair is, is het one-point statement: dit is een statement waarin ten hoogste een voorkomen zit van een gedeelde variabele.